# Calomera alboguttata
Calomera alboguttata es una especie de escarabajo del género Calomera, familia Carabidae. Fue descrita científicamente por Dejean en 1831.
Esta especie habita en Egipto, Arabia Saudita, Yemen, Sudán, Eritrea, Somalia y Kenia.
Calomera alboguttata suele encontrarse principalmente en lugares como cauces de ríos, también en rocas, piedras y terrenos arenosos. 